# Џенет Ли
Џенет Хелен Морисон (енгл. Jeanette Helen Morrison; 6. јул 1927 — 3. октобар 2004), познатија као Џенет Ли (енгл. Janet Leigh), била је америчка глумица. Она је мајка глумица Кели Кертис и Џејми Ли Кертис.
Откривена од стране глумице Норме Ширер, Ли је осигурала уговор са филмским студиом Metro-Goldwyn-Mayer и почела своју каријеру 1947. године. Појавила се у неколико популарних филмова следеће декаде, укључујући филмове Мала жена (1949), Анђели и пирати (1951) и Living It Up (1954).
Године 1954. се удаје за глумца Тонија Кертиса, свог трећег мужа са којим глуми у чак пет филмова, укључујући Худини (1954), Црни штит Фолворта (1954), Викинзи и Искључиво из задовољства (1958). У другој половини 1950-их, играла је више драмске улоге у филмовима као што су Сафари (1955), Додир зла (1958) и Психо (1960), за који је награђена Златним Глобусом за најбољу споредну улогу и била номинована за Оскара за најбољу глумицу у споредној улози. Континуирано је наставила да се појављује на филму и телевизији у филмовима као што су Манџурски кандидат (1962) и у два филма са својом ћерком Џејми Ли Кертис: Магла (1980) и Ноћ вештица 7: Двадесет година касније (1998).